# 무인도의 남과 여
"무인도의 남과 여"는 1992년에 개봉한 대한민국의 영화이다.

## 캐스팅
- 오미경 : 혜숙 역
- 이진영 : 일도 역
- 국정환 : 장 회장 역
- 문성웅 : 신사 3 역
- 김능해 : 신사 4 역
- 장경숙 : 일도 애인 역
- 홍원표 : 사내 1 역
- 임진혁 : 사내 2 역
- 신범식 : 사내 3 역
- 고용석 : 사내 4 역
- 문태훈 : 사내 5 역
- 현길수 : 신사 1 역 (우정출연)
- 곽무성 : 신사 2 역 (우정출연)